# Serviço Meteorológico de Nova Zelândia
O Serviço Meteorológico de Nova Zelândia (MetService) (Meteorological Service of New Zealand Limited em inglês) é o serviço de meteorologia oficial da Nova Zelândia. A MetService existe desde 1992 e está localizada em Wellington, Nova Zelândia. A agência provê previsões do tempo para o país, além de fornecer recomendações, avisos e alertas sobre tempo severo e ciclones tropicais em sua área de responsabilidade. A MetService é o representante oficial da Nova Zelândia junto com a Organização Meteorológica Mundial (OMM). A OMM designou a agência como um centro de aviso de ciclone tropical, ou seja, determinou que a agência iria fornecer informações e também monitoraria e seguiria ciclones tropicais em sua área de responsabilidade, no Oceano Pacífico sul ao sul da latitude 25°S.